# Blepharita spinosa
Blepharita spinosa là một loài bướm đêm trong họ Noctuidae.